# Veronica kopgecidiensis
Veronica kopgecidiensis är en grobladsväxtart som beskrevs av A. Öztürk och M.A. Fischer. Veronica kopgecidiensis ingår i släktet veronikor, och familjen grobladsväxter. Inga underarter finns listade i Catalogue of Life.